# Serhij Szmatowałenko (ur. 1989)
Serhij Serhijowycz Szmatowałenko, ukr. Сергій Сергійович Шматоваленко (ur. 15 stycznia 1989 w Kijowie) – ukraiński piłkarz, grający na pozycji obrońcy. Syn znanego piłkarza Serhija Szmatowałenki.

## Kariera piłkarska

### Kariera klubowa
Wychowanek szkół piłkarskich Zmina-Obołoń Kijów oraz DJuSSz-15 Kijów, barwy których bronił w juniorskich mistrzostwach Ukrainy (DJuFL). Karierę piłkarską rozpoczął 10 kwietnia 2007 w składzie trzeciej drużyny Dynama Kijów. Od sierpnia 2010 do końca roku występował w Zirce Kirowohrad. W styczniu 2011 roku doznał kontuzji i leczył się przez sześć miesięcy. Pod koniec sierpnia był na testach w łotewskim Skonto FC, ale został zgłoszony do zespołu dopiero w 2012 roku. 1 kwietnia 2012 debiutował w Virslīga w meczu FC Skonto - FK Ventspils (1-0), wchodząc na boisko z ławki rezerwowych.

### Kariera reprezentacyjna
W 2004 rozegrał jeden mecz w juniorskiej reprezentacji Ukrainy U-16.

## Sukcesy

### Sukcesy klubowe
- wicemistrz Łotwy: 2012
- zdobywca Pucharu Łotwy: 2012